# Совдеп

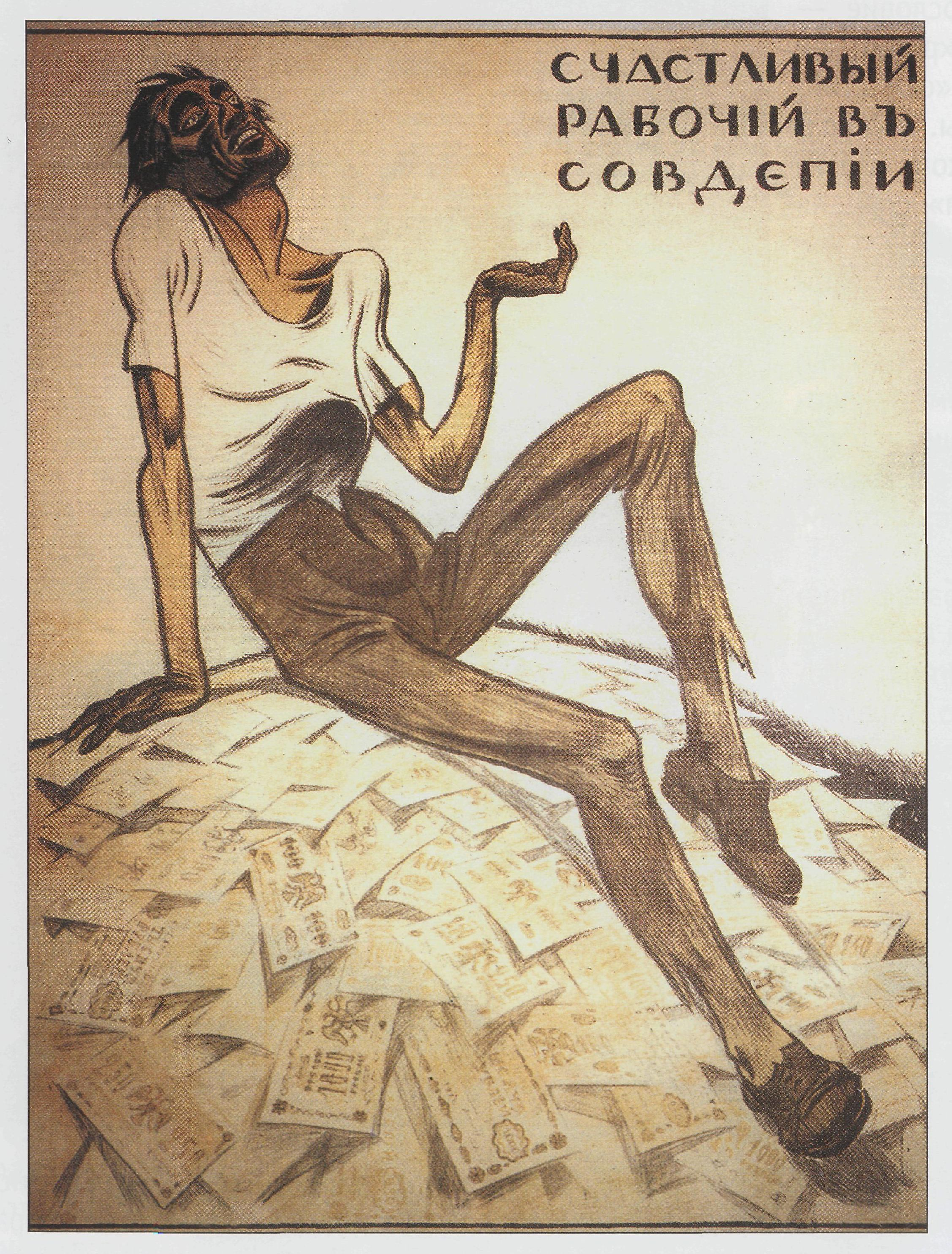
«Щасливий робітник совдепії». Агітплакат Добровольчої армії, зображення вимореного жителя РСФРР, що сидить на купі п'ятаківок. 1919

Совде́п (широковживане скорочення від рос. «Совет депутатов», укр. Раддеп, Рада депутатів) — вживається як зневажлива назва СРСР й усього асоційованого з ним.

## Історія
У буквальному розумінні совдеп означає радянська влада; радянська державна система. Спочатку це слово з'явилося й існувало як радянсько-більшовицький неологізм і використовувалося самими більшовицькими вождями:
Нехай педанти чи люди, невиліковно напхані буржуазно-демократичними, або парламентарними забобонами, здивовано похитують головою з приводу наших Совдепів, зупиняючись, наприклад, на відсутності прямих виборів…
Пізніше це слово почали вживати як зневажливу назву радянської системи, радянського способу життя, мислення тощо.